# Augsburg (F213)
L'Augsburg est une frégate de la classe Bremen en service dans la marine allemande de 1989 à 2019.

## Construction
L'Augsburg est mis sur cale en avril 1987 dans les chantiers de Bremer Vulkan de Brême et lancé le 17 septembre 1987. Après ses essais, l'Augsburg est mis en service le 3 octobre 1989. Au cours de sa carrière ultérieure, il est basé à Wilhelmshaven dans le cadre du 4. Fregattengeschwader, formant une composante de l'Einsatzflottille 2. Le navire porte le surnom «  Wilde 13 », une référence à son numéro de fanion, et au livre pour enfants allemand Jim Button and the Wild 13, transformée en production par le théâtre de marionnettes Augsburger Puppenkiste (en).

## Historique
Après sa mise en service, l'Augsburg est initialement affecté au 2. Fregattengeschwader, avant d'être transféré dans la 4. Fregattengeschwader le 9 janvier 2006. Le navire est déployé à plusieurs reprises dans le cadre de l'opération Enduring Freedom - Horn of Africa, notamment en mer Méditerranée. Du 3 avril 2013 au 30 août 2013, l'Augsburg, commandée par le Fregattenkapitän Bernhard Veitl, passe cinq mois et demi à soutenir l'opération Atalante,. Le 11 février 2014, l'Augsburg est déployé avec les frégates Mecklenburg-Vorpommern et Hamburg, la corvette Oldenburg et le navire de ravitaillement Frankfurt am Main pour participer à l'entraînement et aux exercices annuels de la marine. Celles-ci s'achèvent à Kiel le 20 juin 2014, période pendant laquelle les navires effectuent des manœuvres du cercle polaire arctique au sud de l'équateur, visitant 13 ports dans neuf pays.
Le 9 avril 2014, l'Augsburg est libéré des exercices d'entraînement afin de servir d'escorte au navire spécial américain MV Cape Ray en Méditerranée orientale. Le Cape Ray transportait des armes chimiques syriennes destinées à la destruction. Le 20 novembre 2015, l'Augsburg quitte Wilhelmshaven avec le navire de ravitaillement Berlin pour participer à l'opération Sophia en Méditerranée, avant d'être relevé le 3 décembre par le chasseur de mines Weilheim.
Le 6 décembre 2015, l'Augsburg est déployé comme escorte du porte-avions français Charles de Gaulle lors de ses opérations contre le groupe militaire État islamique en Irak et au Levant,. Il est libéré de ses fonctions d'escorte le 11 mars, son équipage recevant la Médaille française d'Outre-mer pour son service, revenant à Wilhelmshaven le 24 mars,. Le 30 août 2016, l'Augsburg est redéployé en Méditerranée avec le groupe aéronaval du Charles De Gaulle pour des opérations anti-Daesh,. La frégate quitte le groupe aéronaval le 14 novembre pour mener des patrouilles. Elle passe quatre jours à participer à l'opération de surveillance maritime de l'OTAN Sea Guardian, avant de retourner à Wilhelmshaven le 25 novembre 2016. Le 17 septembre 2018, le navire quitte Wilhelmshaven pour remplacer le tender Mosel (en) dans le cadre de l'opération Sophia. Après cinq mois d'opération, le navire retourne à son port d'attache.
Le 18 décembre 2019, le navire est retiré du service après une période de service de plus de 30 ans et environ 767 000 milles marins parcourus.